# 14. Tony-gála
A 14. Tony-gála az 1959/1960-as szezon legjobb Broadway színházi alakításait értékelte. A díjátadót 1960. április 24-én tartották a New York-i Waldorf-Astoriaban, a műsor házigazdája Eddie Albert volt. A gálát a WCBS-TV közvetítette élőben.

## Győztesek és jelöltek
A nyertesek félkövérrel jelölve.
| Legjobb színdarab | Legjobb musical |
| --- | --- |
| - A csodatevő – William Gibson - A napfény nem eladó – Lorraine Hansberry - The Best Man – Gore Vidal - The Tenth Man – Paddy Chayefsky - Régimódi játékok – Lillian Hellman                                                                                           | - Fiorello! - A muzsika hangja - Gypsy - Once Upon a Mattress - Take Me Along |
| Legjobb férfi főszereplő színdarabban | Legjobb női főszereplő színdarabban |
| - Melvyn Douglas – The Best Man (William Russell) - Jason Robards – Régimódi játékok (Julian Berniers) - Sidney Poitier – A napfény nem eladó (Walter Lee Younger) - George C. Scott – Parancsra tettem (N. P. Chipman) - Lee Tracy – The Best Man (Arthur Hockstader) | - Anne Bancroft – A csodatevő (Annie Sullivan) - Margaret Leighton – Sok hűhó semmiért (Beatrice) - Claudia McNeil – A napfény nem eladó (Lena Younger) - Geraldine Page – Az ifjúság édes madara (Cosmonopolis hercegnő) - Maureen Stapleton – Régimódi játékok (Carrie Berniers) - Irene Worth – Régimódi játékok (Albertine Prine) |
| Legjobb férfi főszereplő musicalben | Legjobb női főszereplő musicalben |
| - Jackie Gleason – Take Me Along (Sid Davis) - Andy Griffith – Destry Rides Again (Destry) - Robert Morse – Take Me Along (Richard Miller) - Anthony Perkins – Greenwillow (Gideon Briggs) - Walter Pidgeon – Take Me Along (Nat Miller)                               | - Mary Martin – A muzsika hangja (Maria von Trapp) - Carol Burnett – Once Upon a Mattress (Winnifred hercegnő) - Dolores Gray – Destry Rides Again (Frenchy) - Eileen Herlie – Take Me Along (Lily Miller) - Ethel Merman – Gypsy (Rose)                                                                                              |
| Legjobb férfi mellékszereplő színdarabban | Legjobb női mellékszereplő színdarabban |
| - Roddy McDowall – The Fighting Cock (Tarquin Edward Mendigales) - Warren Beatty – A Loss of Roses (Kenny) - Harry Guardino – One More River (Pompey) - Rip Torn – Az ifjúság édes madara (Tom Junior) - Lawrence Winters – The Long Dream (Tyree Tucker)              | - Anne Revere – Régimódi játékok (Anna Berniers) - Leora Dana – The Best Man (Alice Russell) - Jane Fonda – There Was a Little Girl (Toni Newton) - Sarah Marshall – Viszlát, Charlie (Rusty Mayerling) - Juliet Mills – Five Finger Exercise (Pamela Harrington)                                                                     |
| Legjobb férfi mellékszereplő musicalben | Legjobb női mellékszereplő musicalben |
| - Tom Bosley – Fiorello! (Fiorello La Guardia) - Theodore Bikel – A muzsika hangja (Georg von Trapp) - Howard Da Silva – Fiorello! (Ben Marino) - Kurt Kasznar – A muzsika hangja (Max Detweiler) - Jack Klugman – Gypsy (Herbie)                                      | - Patricia Neway – A muzsika hangja (Zárdafőnökasszony) - Sandra Church – Gypsy (Louise) - Pert Kelton – Greenwillow (Gramma Briggs) - Lauri Peters, Kathy Dunn, Evanna Lien, Mary Susan Locke, Marilyn Robers, William Snowden, Joseph Stewart – A muzsika hangja (Liesl von Trapp és a másik hat von Trapp gyerek)                  |
| Legjobb színdarabrendező | Legjobb musicalrendező |
| - Arthur Penn – A csodatevő - Joseph Anthony – The Best Man - Tyrone Guthrie – The Tenth Man - Elia Kazan – Az ifjúság édes madara - Lloyd Richards – A napfény nem eladó                                                                                              | - George Abbott – Fiorello! - Vincent J. Donehue – A muzsika hangja - Peter Glenville – Take Me Along - Michael Kidd – Destry Rides Again - Jerome Robbins – Gypsy |
| Legjobb koreográfia | Legjobb karmester és zenei igazgató |
| - Michael Kidd – Destry Rides Again - Peter Gennaro – Fiorello! - Joe Layton – Greenwillow - Lee Scot – Happy Town - Onna White – Take Me Along | - Frederick Dvonch – A muzsika hangja - Abba Bogin – Greenwillow - Lehman Engel – Take Me Along - Hal Hastings – Fiorello! - Milton Rosenstock – Gypsy |
| Legjobb díszlettervezés színdarabban | Legjobb díszlettervezés musicalben |
| - Howard Bay – Régimódi játékok - Will Steven Armstrong – Caligula - David Hays – The Tenth Man - George Jenkins – A csodatevő - Jo Mielziner – The Best Man | - Oliver Smith – A muzsika hangja - Cecil Beaton – Saratoga - William Eckart, Jean Eckart – Fiorello! - Peter Larkin – Greenwillow - Jo Mielziner – Gypsy |
| Legjobb jelmeztervezés | Legjobb színpadi technikus |
| - Cecil Beaton – Saratoga - Alvin Colt – Greenwillow - Raoul Pene Du Bois – Gypsy - Miles White – Take Me Along | - John Walters – A csodatevő - Al Alloy – Take Me Along - James Orr – Greenwillow |

### Különdíjak
- John D. Rockefeller III
- James Thurber
- Burgess Meredith

## Műsorvezetők
A gálán az alábbi műsorvezetők működtek közre:
- Jean Pierre Aumont
- Lauren Bacall
- Ray Bolger
- Peggy Cass
- Jo Van Fleet
- Helen Hayes
- Celeste Holm
- Edward Albert Kenny
- Sally Koriyo
- Carol Lawrence
- Vivien Leigh
- Darren McGavin
- Helen Menken
- Robert Morse
- Elliott Nugent
- Lauri Peters
- Christopher Plummer
- Jason Robards

## Fordítás
- Ez a szócikk részben vagy egészben  a(z)   14th Tony Awards című angol Wikipédia-szócikk fordításán alapul.  Az eredeti cikk szerkesztőit annak laptörténete sorolja fel. Ez a jelzés csupán a megfogalmazás eredetét és a szerzői jogokat jelzi, nem szolgál a cikkben szereplő információk forrásmegjelöléseként.